# ロレンツォ・ベルヌッチ
ロレンツォ・ベルヌッチ（Lorenzo Bernucci、1979年9月15日 - ）は、イタリア、サルザーナ出身の自転車競技（ロードレース）選手。

## 来歴
2002年に、ラントバウクレディート・コルナゴと契約を結んでプロ転向。
2005年、ファッサ・ボルトロに移籍し、初出場となったツール・ド・フランス第6ステージを制覇（総合62位）。チューリッヒ選手権では3位に入った。ブエルタ・ア・エスパーニャ初出場、総合85位。
2006年、T-モバイルに移籍。
2007年、ジロ・デ・イタリア初出場、総合64位。同年のブエルタ・ア・エスパーニャに参加中だった9月4日、8月に行われたドイツ・ツアーにおけるドーピング検査の結果、シブトラミンの陽性反応が発覚したため、同日をもってT-モバイルとの契約が打ち切られた。また、シブトラミンを4年間服用し続けていたことも告白した。
1年間の出場停止の後、2008年9月に復帰。
2009年、LPR・ブレークスに移籍。
2010年、ランプレ・ファルネーゼ＝ヴィーニに移籍。
2011年
- 2月7日、イタリアオリンピック委員会は、2010年4月に一家でドーピングに関与していたという事実を受け、当人並びにその一家に対し、3年から5年間の出場停止処分を下した。当人は2016年2月6日までの5年間[2]。